# Skleněný dům (Stupava)
Skleněný dům je hovorové pojmenování domu ve Stupavě v okrese Malacky na Slovensku, postaveného v letech 1998 až 2000. Dům, který byl vybudován podle návrhu architektonického studia KSA (David Kopecký, Ján Studený), byl představen v Česko-slovenském národním pavilonu v září 2002 na Bienále architektury v Benátkách.

## Popis
Jde o třípatrový dvougenerační rodinný dům se dvěma nezávislými bytovými jednotkami, určený šestičlenné rodině. Situován je na svažitém pozemku, který má klasickou podélnou orientaci jednou stranou otevřenou na veřejnou komunikaci. Skelet tvoří šest dvojic ocelových sloupů, které jsou upevněny v železobetonové vaně zapuštěné do svahu; stropy podlaží jsou rovněž železobetonové. Dům je obalen dvěma vrstvami skleněných průmyslových tvárnic Reglami tak, aby vzduchová mezera mezi nimi vytvářela dostatečný tepelný odpor v zimě a ohřívala i interiér. V létě jsou zase účinné otevřené dolní i horní klapky – proudící vzduch v plášti ochlazuje vnitřní vrstvu použitých tvárnic. Samotné klapky jsou řízeny tepelnými čidly a tak se reguluje tepelná pohoda v interiéru plynule podle změn venkovní teploty. Skleníkovému efektu se tato průsvitná hmota brání díky speciální vrstvě nanesené na interiérovém skle.
Dům je hranolové formy, zapuštěný do svahu. Jihozápadní fasádu tvoří skleněné průmyslové tvárnice a celoskleněné plochy. Z východní strany je ke skeletu přiložen železobetonový tubus obsahující schodiště. Mezi chodníkem a vstupem do horního bytu přechází do rampy. Čelo domu otočené do zahrady tvoří na každém patře dvoudílné posuvné dveře z čirého skla v hliníkovém rámu. Celkový výraz stavby dotváří horizontální členění kovovou římsou, arkýřem, v přízemí posuvným otvorem a terasou, vertikálními prvky jsou kovové ohraničení štěrbin oken a dveří, schodiště v tubusu a rampa.
První podlaží je charakteristické pohledovým betonem a skleněnou stěnou oddělující kuchyňský kout. Ve druhém podlaží dominuje dřevo. Posuvné stěny z tohoto materiálu člení prostor na linii chodby a kolmo na ni jsou umístěny buňky s různými funkcemi. Třetí podlaží tvoří byt s terasou rozprostírající se kolem hygienicko-obslužného jádra. Stěžejním materiálem je zde kombinace obalu a druhého podlaží.
Kuchyně v obou bytech jsou tvořeny jednoduchou linií nerezových skříněk. Stěny koupelny tvoří holý beton, vana je umístěna v prostoru. Samotný nábytek je buď pevně vestavěný, nebo zcela variabilní – na kolečkách. V interiéru se záměrně přiznávají dráty, trubky, potrubí a odvrácené strany linek.
Transparentní plášť zajišťuje mimořádně prosvětlení interiéru a posuvné stěny zaručují variabilnost v počtu a velikosti místností. Architekti se namísto dekorování průčelí spolehli na to, že se na modrozeleném matném skle bude náznakově promítat to, co se děje venku či uvnitř. Investoři je ale po dvou letech zazdili. Svou koncepcí však dům umožňuje, aby uživatel sám hledal způsoby jeho obývání.